# .cancerresearch
Највиши домен .cancerresearch, омогућава Аустралијска фондација за истраживање рака.  Фокус истраживања је да се објављују вести, информације и водећа мишљења о превенцији рака, дијагнози и лечењу. 
15. маја 2014. године, ICANN и Аустралијска фондација за истраживање рака склопили су Споразум о регистру на основу којег Аустралијска фондација за истраживање рака управља доменом .cancerresearch. 